# The Fighting Marine (1926)

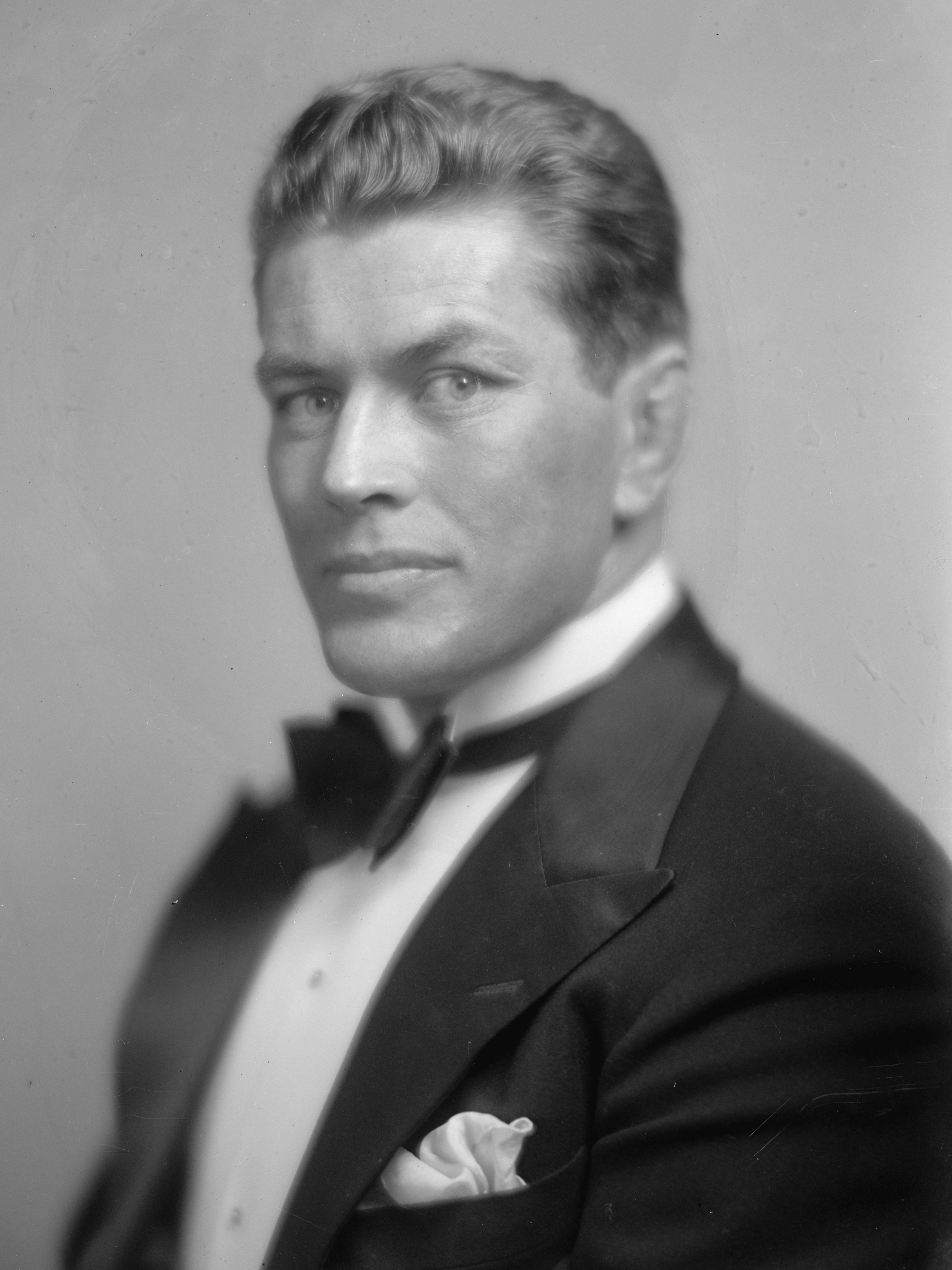
Gene Tunney, pugilista que atuou no seriado

The Fighting Marine é um seriado estadunidense de 1926, gênero aventura, dirigido por Spencer Gordon Bennet, em 10 capítulos, estrelado por Gene Tunney, Walter Miller e Marjorie Day. Foi produzido e distribuído pela Pathé Exchange, e veiculou nos cinemas estadunidenses entre 12 de setembro e 14 de novembro de 1926.
Gene Tunney, que atuou nesse seriado, foi um pugilista americano, campeão mundial dos pesos-pesados entre 1926 e 1928.
Este seriado é considerado perdido.

## Elenco
- Gene Tunney - Dick Farrington
- Marjorie Day - Lady Chatfield
- Walter Miller - Larry Stuart
- Virginia Vance - Ruby
- Sherman Ross - Charles Vellard
- Anna Mae Walthall - Mazzie
- Wally Oettel - Roger Poole
- Jack Anthony - Matt
- Mike Donlin
- David Dunbar
- Joseph North (as Joe North)
- W.J. Allen
- Ben Walker
- Bert Gardner
- Frank Hagney

## Capítulos
1. The Successful Candidate
2. The Second Attack
3. In the Enemy's Trap
4. The Desperate Foe
5. Entombed
6. The Falling Tower
7. Waylaid
8. Challenged
9. The Signal Shot
10. Fired and Hired

## Seriado no Brasil
The Fighting Marine estreou no Brasil em 1927, distribuído pelo “Programa Matarazzo”, sob o título “Punhos de Aço”.